# Morena Hobot
Die Morena Hobot (englische Transkription von russisch Морена Хобот Morena Chobot, deutsch ‚Rüsselmoräne‘) ist eine Moräne im ostantarktischen Mac-Robertson-Land. In den Prince Charles Mountains liegt sie nordöstlich des Mount McCauley.
Russische Wissenschaftler benannten sie deskriptiv.